# Siège de Prague (1742)
Pour les articles homonymes, voir Bataille de Prague.
Guerre de Succession d'Autriche
Batailles
- Mollwitz (04-1741)
- Chotusitz (05-1742)
- Sahay (05-1742)
- Prague (06/12-1742)
- Dettingen (06-1743)
- Cap Sicié (02-1744)
- 19 mai 1744
- Menin (05/06-1744)
- Ypres (06-1744)
- Furnes (07-1744)
- Fribourg (11-1744)
- Tournai (04/06-1745)
- Pfaffenhofen (04-1745)
- Fontenoy (05-1745)
- Hohenfriedberg (06-1745)
- Melle (07-1745)
- Gand (07-1745)
- Bruges (07-1745)
- Audenarde (07-1745)
- Termonde (08-1745)
- Ostende (08-1745)
- Nieuport (08/09-1745)
- Ath (09/10-1745)
- Soor (09-1745)
- Hennersdorf (11-1745)
- Kesselsdorf (12-1745)
- Culloden (04-1746)
- Mons (06/07-1746)
- Bruxelles (01/02-1746)
- Namur (09-1746)
- Charleroi (07/08-1746)
- Lorient (09/10-1746)
- Rocourt (10-1746)
- Cap Finisterre (1er) (05-1747)
- Lauffeld (07-1747)
- Bergen-op-Zoom (07/09-1747)
- Cap Finisterre (2e) (10-1747)
- Saint-Louis-du-Sud (03-1748)
- 18 mars 1748
- Maastricht (04/05-1748)

Campagnes italiennes
- Combat de Saint-Tropez (06-1742)
- Camposanto (02-1743)
- Villafranca (04-1744)
- Casteldelfino (07-1744)
- Velletri (08-1744)
- Madonne de l'Olmo (09-1744)
- Bassignana (09-1745)
- Josseau (10-1745)
- Plaisance (06-1746)
- Tidone (08-1746)
- Rottofreddo (08-1746)
- Gênes (1er) (12-1746)
- Gênes (2e) (07-1747)
- Assietta (07-1747)

Le siège de Prague, de juin à décembre 1742, oppose pendant la guerre de Succession d'Autriche un corps expéditionnaire français aux forces de Marie-Thérèse d'Autriche, défendant les possessions héréditaires des Habsbourg, notamment le royaume de Bohême. 

## Contexte
À la suite de l'avènement de Marie-Thérèse en 1740, la Prusse envahit la Silésie (décembre 1740). 
En juin 1741, la France, déjà alliée à la Bavière, s'allie avec la Prusse et envoie un corps expéditionnaire commandé par le général de Broglie, secondé par le général de Belle-Isle. Les troupes franco-bavaroises avancent d'abord en direction de Vienne et prennent Linz (14 septembre 1741).
Le 21 septembre, Marie-Thérèse réussit à obtenir de la diète du royaume de Hongrie un soutien militaire qui met à sa disposition 22 000 hommes. D'autre part, Frédéric conclut une trêve informelle avec les forces autrichiennes défendant Neisse, en Silésie. En échange d'un abandon de la place, il les laisse repartir vers l'Autriche.

## L'occupation de Prague par les alliés franco-bavarois
Une armée saxonne étant entrée en Bohême et Vienne paraissant trop bien défendue, les troupes franco-bavaroises se dirigent vers Prague qui est prise le 21 novembre 1741. 
L'électeur de Bavière, Charles Albert, se fait couronner roi de Bohême ; le 24 janvier 1742, il est élu empereur sous le nom de Charles VII.
Vers ce moment, les forces autrichiennes attaquent la Bavière et réussissent à prendre Munich (février 1742). Puis l'effort autrichien se concentre sur la reprise de Prague.
En mai 1742, l'armée commandée par Charles Alexandre de Lorraine, beau-frère de Marie-Thérèse, est envoyée en Bohême, mais elle se heurte à l'armée prussienne (la trêve de décembre étant terminée) qui la vainc à Chotusitz (17 mai). 
Malgré cela, l'armée autrichienne sous le commandement du maréchal Johann von Lobkowitz parvient à contrôler une bonne partie de la Bohême.

## Le siège
En juin 1742, cette armée établit le siège autour de Prague avec 28 000 hommes. 
En septembre, une colonne de secours contraint les Autrichiens à desserrer l'étreinte. De Broglie en profite pour quitter Prague avec une partie du corps expéditionnaire. Lorsque les Autrichiens reprennent le siège, les conditions de survie des assiégés deviennent très difficiles, mais les Autrichiens ne parviennent pas à maintenir un cordon serré autour de la ville. 
Le 16 décembre, Belle-Isle s'échappe à son tour avec 14 000 hommes. Le commandement autrichien n'apprend le départ des Français que le 18 décembre, mais estime que de toute façon toutes les voies de retraite sont coupées. Repoussant les groupes d'éclaireurs de l'armée autrichienne, Belle-Isle atteint quatre jours plus tard la forêt de Bohême et par une marche forcée de dix jours à travers les montagnes, dans des conditions climatiques difficiles, gagne la ville d'Egra.
Les 6 000 hommes, pour la plupart blessés ou malades, que Belle-Isle a laissés à Prague négocient les conditions de leurs reddition et obtiennent un retrait avec les honneurs de la guerre. 

## Suites
En décembre 1742, le roi de Prusse, Frédéric II, conclut une paix séparée avec l'Autriche (traité de Breslau et traité de Berlin). Il laisse la France et la Bavière se débrouiller de la situation. L'année 1743 sera marquée par la difficile retraite de l'armée française dans le sud de l'Allemagne.
Au début du mois de mai 1743, Marie-Thérèse peut être couronnée reine de Bohême, mettant fin à l'usurpation de Charles Albert de Bavière.

## Source
- (en) Cet article est partiellement ou en totalité issu de l’article de Wikipédia en anglais intitulé « Siege of Prague (1742) » (voir la liste des auteurs).